# Choreutis diana
Choreutis diana is een vlinder uit de familie glittermotten (Choreutidae). De wetenschappelijke naam is voor het eerst geldig gepubliceerd in 1822 door Hübner.
De soort komt voor in Europa.